# 蔣文湻
蔣文淳（1667年—1715年），文獻為避同治帝諱書作蔣文湻，字虞友，號懷民，江南蘇州府吳縣人，清朝政治人物。

## 生平
蔣文淳為蘇州婁關蔣氏家族蔣燦曾孫。本生祖父蔣圻（字胤侯，號雪菴，1617-1664）為蔣燦第三子，監生，《滄浪亭五百名賢像》有其像記。嗣祖父蔣垣（字師維，號公藩，1613-1634）為蔣燦長子，長洲庠生，《滄浪亭五百名賢像》有其像記。父蔣之逵為蔣圻次子，監生，出嗣大伯父蔣垣。嫡母為內閣中書沈萬綏孫女，母為蔣之逵側室楊氏。武英殿纂修官蔣深為蔣文淳從弟。
蔣文淳為蔣之逵第五子，長兄蔣文瀾（字葭友，號紫峰，1654-1732）為康熙十六年（1677年）丁巳科江南鄉試舉人。蔣文淳為吳縣廩膳生，康熙二十六年（1687年）丁卯科江南鄉試舉人，四十八年（1709年）己丑科三甲第十一名進士，授吏部主事，授承德郎。蔣文淳著有《懷民文鈔》等，《全清詞•順康卷》錄有其《飛雪滿群山：外舅韓慕廬先生招飲寒碧齋，即席賦呈》一首。

## 家庭
夫人為禮部尚書韓菼女；繼妻為張參魯（康熙二十七年（1688年）戊辰科進士張尚璦父）女。有四子：蔣腹松、蔣手槐、蔣柏齡（早殤）及蔣植。還有一女嫁宋暎子宋奕綬。